# Justen Kranthove
Justen Shelden Kranthove (Amsterdam, 19 september 2000) is een Nederlands voetballer die als verdediger voor FC Slovan Liberec speelt.

## Carrière
Justen Kranthove speelde in de jeugd van RKVV DEM, AFC, AFC '34, AVV Zeeburgia en weer AFC '34. Gedurende zijn jeugd werkte hij stages af bij AZ, FC Groningen en Almere City FC, maar deze leverden niets op. Op een jeugdtoernooi in Engeland werd hij gescout door Leicester City FC, wat hem een contract aanbood. Hier speelde hij tot 2020 in de jeugd en in het tweede elftal. Contracten bij Birmingham City FC, Watford FC en AD Alcorcón kwamen net niet rond, waardoor Kranthove een jaar clubloos was. Vanaf april 2021 trainde hij mee met het Tsjechische FC Slovan Liberec, waar hij met ingang van het seizoen 2021/22 speelgerechtigd was. Hij debuteerde voor Slovan op 31 juli 2021, in de met 0-5 verloren thuiswedstrijd tegen Sparta Praag.

### Statistieken
| Seizoen                        | Club              | Land           | Competitie     | Competitie | Competitie | Beker | Beker | Totaal | Totaal |
| Seizoen                        | Club              | Land           | Competitie     | Wed.       | Dlp.       | Wed.  | Dlp.  | Wed.   | Dlp.   |
| ------------------------------ | ----------------- | -------------- | -------------- | ---------- | ---------- | ----- | ----- | ------ | ------ |
| 2021/22                        | FC Slovan Liberec | Tsjechië       | Fortuna Liga   | 1          | 0          | 0     | 0     | 1      | 0      |
| Carrièretotaal                 | Carrièretotaal    | Carrièretotaal | Carrièretotaal | 1          | 0          | 0     | 0     | 1      | 0      |
| Bijgewerkt op 26 augustus 2021 |                   |                |                |            |            |       |       |        |        |